# 第一布布諾韋
48°44′17″N 36°12′57″E / 48.73806°N 36.21583°E
第一布布諾韋（烏克蘭語：Бубнове Перше）是位於烏克蘭東部的村莊，由哈爾科夫州洛佐瓦區的布利茲紐基市鎮負責管轄。該村始建於1825年，面積0.1平方公里，海拔高度162米，2001年人口3，人口密度每平方公里30人。